# Desa Munjul (administrativ by i Indonesien, Jawa Barat, lat -6,85, long 106,78)
Desa Munjul är en administrativ by i Indonesien.   Den ligger i provinsen Jawa Barat, i den västra delen av landet, 70 km söder om huvudstaden Jakarta.